# 伊香氏
伊香氏（いかし）は「伊香」を氏の名とする氏族。
姓は連。のち臣と朝臣に改姓したと考えられる。

## 概要
『新撰姓氏録』には「伊香連 大中臣同祖天児屋根命十世孫臣知人命之後」とあり、中臣氏と同族関係が築かれていたことがわかる。
『帝王編年紀』引用の『近江国風土記』によると、伊賀津臣命は近江国伊香郡与胡郷の人とされ、余呉湖に舞い降りた天女との間に意美志留（臣知人命）、那志等美（梨迹臣命）、伊是理比咩、奈是理比売を儲けたとされる（羽衣伝説）。
越前国足羽郡には伊香氏の部民・伊宜部が存在しており、近江北部から越前まで勢力を広げていたと考えられる。
胆香瓦安倍は、672年の壬申の乱で大海人皇子（天武天皇）の皇子・高市皇子と共に大津京を脱出し、大海人皇子に従った。また、伊香具神社の社伝によれば天武天皇の白鳳年間に伊香宿禰豊厚が社殿を建立したという。『続群書類従』所収「伊香氏系図」によれば豊厚は伊賀津臣命の子とされている。
奈良時代には伊香連田次麻呂の名前が確認できる。
『古今和歌集』には伊香子淳行の「思へども 身をしわけねば 目に見えぬ 心を君に たぐへてぞやる」という歌が選ばれている。淳行は『古今集』編纂当時の人物であると推定されている。 
『続群書類従』所収「伊香氏系図」では伊香津臣命の子・伊香宿禰豊厚が祖とされる。伊香具神社に伝わる系図では2人の間に梨迹臣命-国経-常行-常政-憑常-憑豊-憑匝がいるとされている。豊厚以降は厚彦-厚持-公厚-厚幹-厚政-厚代-厚行-厚雄-厚純-範厚-厚頼-諸厚-厚奘-助厚-助延-安助-助吉-助包-助広-助方-助重-資行-資顕-資長-資厚-資光-厚重-厚正-厚明-厚善-厚宗-厚氏-厚仁-厚国-厚貫-厚信-厚光-厚常-厚宗-厚盛-厚房-厚任-道厚-厚忠-憑厚（天正年間）と続くとされる。
『地下家伝』には、伊香氏の末裔を自称した大音豊義の名前が見える。豊義は豊寿の子で、明和元年（1764年）11月1日に生まれ、文政10年（1827年）10月28日に従六位下・出羽介に叙任され、天保10年（1840年）10月18日には従六位上に叙され、嘉永2年（1849年）7月29日に86歳で死去している。